# 少女文化
少女文化（しょうじょぶんか）とは近代社会に特有の、少女を担い手とする若者文化である。少女小説などから生まれた、それまで現実には存在していなかった少女のイメージが、現実の少女に受け入れられ、少女文化が形成されたと考えられる。少女文化が発達する過程で、「清らかで、脆く、夢見がちで、不思議なもの」といった属性が少女に付加され、社会の中でいわゆる少女幻想が形成されるに至ったが、少女文化はこうした少女幻想に依拠している。

## 日本の少女文化

### 少女文化の形成
こども以上大人未満の年代の女性をさす「少女」という概念は明治初期以前には存在していなかった。少女という言葉がメディアに登場しはじめたのは、明治30年代ぐらいからと思われる。このころから少女小説が書かれはじめ、1902年（明治35年）初の少女雑誌『少女界』が発行された。大正時代、吉屋信子の少女小説が少女たちに熱狂的に受け入れられ、それによって少女的なるものを確立したといえる。吉屋の小説に美しい少女の姿を描いた中原淳一らの挿絵画家も、少女的なるものの確立に寄与した。
大塚英志は、「近代社会というものが、初潮を迎え使用可能になった女性の身体をしかるべき男に実際に使用されるまで無傷でとっておくために、彼女たちを囲い込もうとしたところ、“誤って”産み出してしまった異物が〈少女〉という存在である。」と述べている。つまり少女幻想は、少女が近代社会から押し付けられたものであるのにもかかわらず、男性秩序に対する少女自身の武器ともなりうるものである。

### 現代の少女文化
1946年、中原淳一は『それいゆ』『ジュニアそれいゆ』を創刊、世界の名作物語や洋服、身だしなみ、小物の作り方など多様な企画をみずからの美意識にそって編集、文学・ファッション・美術・生活の全領域にわたる少女文化を提示した。
その後日本は高度経済成長をなしとげ、一部の富裕な階層の少女を中心としていた少女文化が大衆化し、「少女」的な属性があまねくすべての(あるいはほとんどの)若い女性に備わっているものと考えられるようになった。こうした時代を背景に、少女漫画やサンリオなどのファンシーグッズが一般化する。
1980年前後は、少女漫画やコバルト文庫をはじめとする少女小説が新しい表現を生み出し、男性にも注目された。
しかし少女による文化の享受は、男性による文化の独占をおびやかすものであり、大衆化した少女文化は、おおむね男性とは一線を画した少女趣味的なものにとどまった。これに飽き足らない少女たちは、1980年代以降映画、音楽、演劇、小説といった男性に独占されていた分野にも視野を広げ、独自の価値付けを行った。ファッション雑誌の『Olive』は、ファッションとともに音楽、映画、インテリア、絵本などをライフスタイルとして提案、「雑貨」や「渋谷系」を定着させた。こうして少女文化は多様化と拡散をとげ、1990年代後半以降は、従来の少女趣味の枠にとどまらない多様な傾向の少女文化を含む「乙女系」と呼ばれるサブカルチャーが勃興した。

## アメリカ合衆国の少女文化
アメリカでも中産階級の勃興、女性への教育の普及によって、19世紀に「少女」という概念が生まれた。19世紀のアメリカは、日曜学校用の宗教色や道徳臭の強い子ども向けの読み物が多かったが、19世紀末から20世紀初頭にかけて、活発で等身大の少女を主人公にした『小公女』『若草物語』『赤毛のアン』『秘密の花園』『あしながおじさん』といった少女小説の傑作が次々と生まれた。そしてこのころから恋愛をテーマにした少女向けの小説が大量に生産されてゆく。また、第二次世界大戦後には少女向け漫画も書かれるようになった。アメリカン・コミックスの系譜をつぐ女性向け漫画は、日本の少女漫画ほどメジャーにはならず、北米でも日本の少女漫画を愛好する人々が増えている。